# Marcé-sur-Esves
Pour les articles homonymes, voir Marcé (homonymie) et Esves (homonymie).
Marcé-sur-Esves est une commune française du département d'Indre-et-Loire, en région Centre-Val de Loire.

## Géographie

### Communes limitrophes
Marcé-sur-Esves est limitrophe des communes suivantes :
|                      | Draché, Sepmes  |                  |
| La Celle-Saint-Avant | Marcé-sur-Esves | Civray-sur-Esves |
|                      | Descartes       |                  |

### Hydrographie

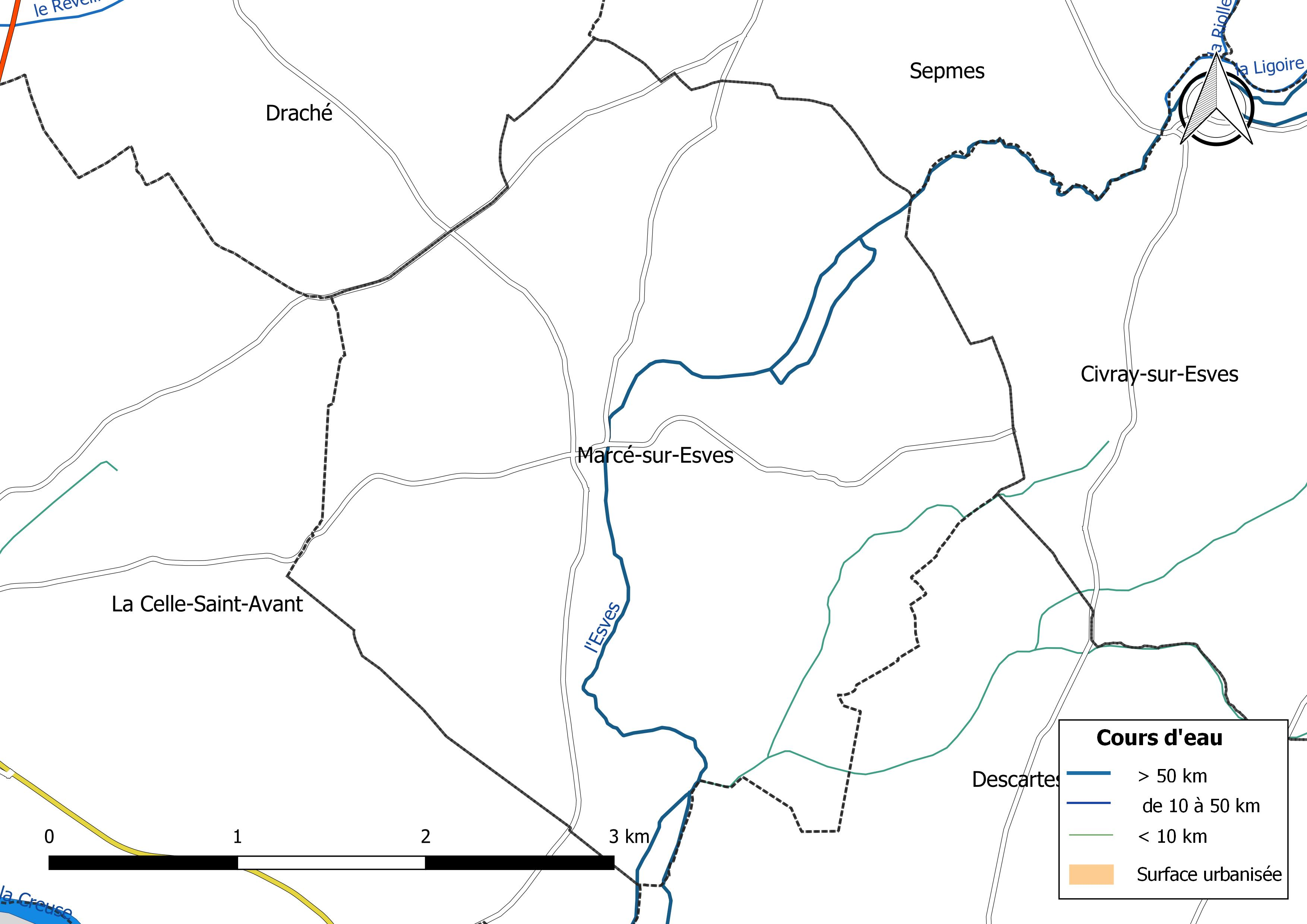
Réseau hydrographique de Marcé-sur-Esves.

Le réseau hydrographique communal, d'une longueur totale de 9,66 km, comprend un cours d'eau notable, l'Esves (5,477 km), et deux petits cours d'eau pour certains temporaires,.
L'Esves, d'une longueur totale de 39,3 km, prend sa source à 135 m d'altitude à Betz-le-Château. et se jette  dans la Creuse à Descartes, à 44 mètres d'altitude, après avoir traversé 12 communes. 
Sur le plan piscicole, l'Esves est classée en deuxième catégorie piscicole. Le groupe biologique dominant est constitué essentiellement de poissons blancs (cyprinidés) et de carnassiers (brochet, sandre et perche).

### Géologie et relief
La superficie de la commune est de 1 099 hectares ; son altitude varie entre 50 et 112 mètres.

### Climat
Pour des articles plus généraux, voir Climat du Centre-Val de Loire et Climat d'Indre-et-Loire.
En 2010, le climat de la commune est de type climat océanique dégradé des plaines du Centre et du Nord, selon une étude du CNRS s'appuyant sur une série de données couvrant la période 1971-2000. En 2020, Météo-France publie une typologie des climats de la France métropolitaine dans laquelle la commune est exposée à un climat océanique altéré et est dans la région climatique Moyenne vallée de la Loire, caractérisée par une bonne insolation (1 850 h/an) et un été peu pluvieux.
Pour la période 1971-2000, la température annuelle moyenne est de 11,5 °C, avec une amplitude thermique annuelle de 14,7 °C. Le cumul annuel moyen de précipitations est de 711 mm, avec 10,7 jours de précipitations en janvier et 6,5 jours en juillet. Pour la période 1991-2020, la température moyenne annuelle observée sur la station météorologique de Météo-France la plus proche, sur la commune de Saint-Épain à 16 km à vol d'oiseau, est de 12,3 °C et le cumul annuel moyen de précipitations est de 745,6 mm,. Pour l'avenir, les paramètres climatiques de la commune estimés pour 2050 selon différents scénarios d'émission de gaz à effet de serre sont consultables sur un site dédié publié par Météo-France en novembre 2022.

## Urbanisme

### Typologie
Au 1er janvier 2024, Marcé-sur-Esves est catégorisée commune rurale à habitat très dispersé, selon la nouvelle grille communale de densité à sept niveaux définie par l'Insee en 2022.
Elle est située hors unité urbaine. Par ailleurs la commune fait partie de l'aire d'attraction de Tours, dont elle est une commune de la couronne,. Cette aire, qui regroupe 162 communes, est catégorisée dans les aires de 200 000 à moins de 700 000 habitants,.

### Occupation des sols
L'occupation des sols de la commune, telle qu'elle ressort de la base de données européenne d’occupation biophysique des sols Corine Land Cover (CLC), est marquée par l'importance des territoires agricoles (85,5 % en 2018), une proportion identique à celle de 1990 (85,5 %). La répartition détaillée en 2018 est la suivante : 
terres arables (76 %), forêts (14,5 %), zones agricoles hétérogènes (9,5 %). L'évolution de l’occupation des sols de la commune et de ses infrastructures peut être observée sur les différentes représentations cartographiques du territoire : la carte de Cassini (XVIIIe siècle), la carte d'état-major (1820-1866) et les cartes ou photos aériennes de l'IGN pour la période actuelle (1950 à aujourd'hui).

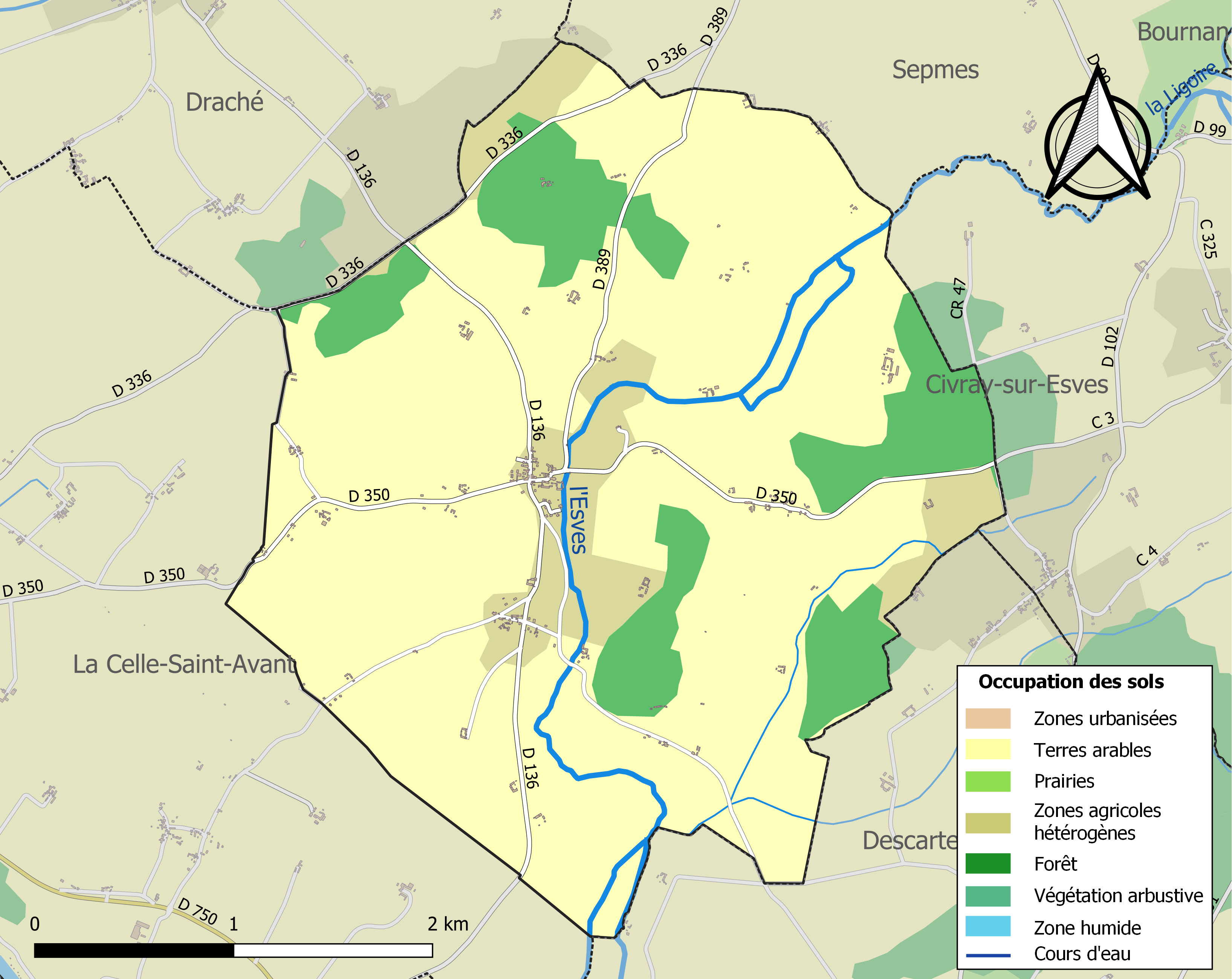
Carte des infrastructures et de l'occupation des sols de la commune en 2018 (CLC).

### Risques majeurs
Le territoire de la commune de Marcé-sur-Esves est vulnérable à différents aléas naturels : météorologiques (tempête, orage, neige, grand froid, canicule ou sécheresse) et séisme (sismicité faible). Un site publié par le BRGM permet d'évaluer simplement et rapidement les risques d'un bien localisé soit par son adresse soit par le numéro de sa parcelle.
Le retrait-gonflement des sols argileux est susceptible d'engendrer des dommages importants aux bâtiments en cas d’alternance de périodes de sécheresse et de pluie. 28,7 % de la superficie communale est en aléa moyen ou fort (90,2 % au niveau départemental et 48,5 % au niveau national). Sur les 134 bâtiments dénombrés sur la commune en 2019, 38 sont en aléa moyen ou fort, soit 28 %, à comparer aux 91 % au niveau départemental et 54 % au niveau national. Une cartographie de l'exposition du territoire national au retrait gonflement des sols argileux est disponible sur le site du BRGM,.
Concernant les mouvements de terrains, la commune a été reconnue en état de catastrophe naturelle au titre des dommages causés par des mouvements de terrain en 1999.

## Toponymie et hydronymie
- Marcé : la première mention de Marcé est sous la forme Marciacus (capitulaires de l'Abbaye Notre-Dame de Noyers) qui signifie : relatif à (Suffixe -acum, d'origine celtique) Marcius, nom romain ou gallo-romain. Soit, le domaine de Marcia ou Marcius. La transformation de -acus en -é est courante dans le Centre -Ouest de la France[24]
- Esves : Ce nom évoque ève : eau en Poitevin ou Essève : canal d'assainissement en ancien français[25].

## Histoire

### XVIIeetXVIIIesiècles
Marcé-sur-Esves a fourni (au moins) deux émigrants à l'Amérique française : 

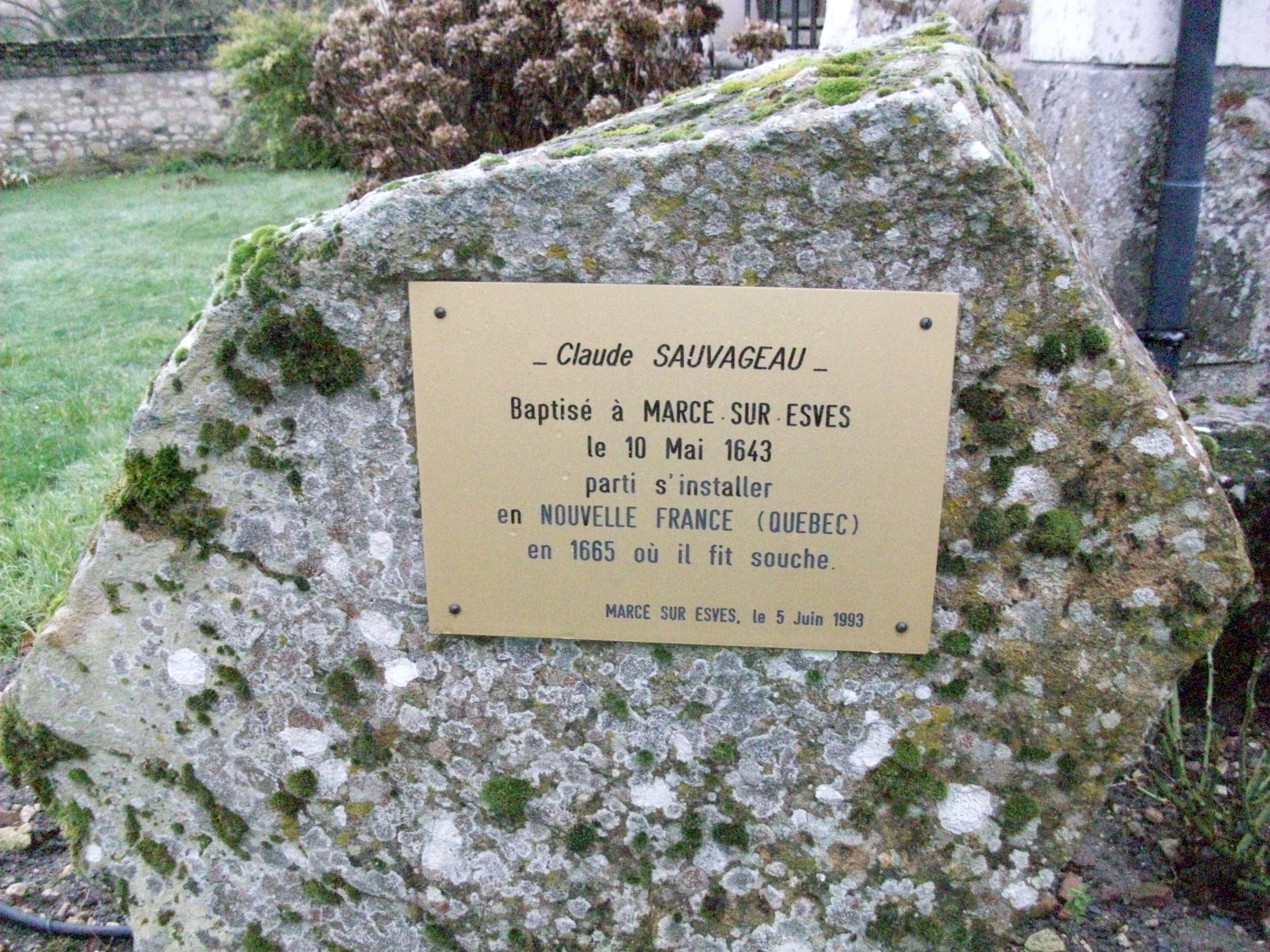
Stèle à la mémoire de Claude Sauvageau

- Stèle à la mémoire de Claude SauvageauClaude Sauvageau, né à Saint-Martin-de-Marcé (ancien nom de Marcé-sur-Esves) en 1646. Il épouse Jeanne Legendre, une fille du Roi, en 1669 au Cap-de-la-Madeleine (Québec)[26]. En 1993 le conseil municipal de Marcé et des descendants de Claude Sauvageau, très nombreux au Québec, ont fait dresser une stèle près de l'église de Marcé avec une plaque à sa mémoire[27].
- Pierre Menon, marié à Marie-Louise Mangin en 1760 à Fort Vincennes, (Vincennes (Indiana), aujourd'hui)[28].

### 1940-1944: l'Occupation allemande et la Résistance
Pendant cette période, Marcé, situé à proximité immédiate  de la Ligne de démarcation est concerné par les actions des réseaux de passeurs et des résistants en particulier par les groupes  de l'Abbé Henri Péan, curé de Draché, de Marie-Thérèse de Poix à Sepmes et d'André Goupille de la Haye-Descartes (Indre-et-Loire). Alphonse Cathelin et l'Abbé François-Xavier Schmidt, curé de Marcé-sur-Esves y participèrent notamment comme passeurs. Ils étaient présents lors de la réception du parachutage de la nuit du 3-4 février 1944 à Sepmes, des armes leur étaient destinées. Alphonse Cathelin est arrêté le 29 février et déporté, l'Abbé Schmidt réussit à s'échapper.

## Politique et administration
| Période                                  | Période  | Identité      | Étiquette | Qualité                                          |
| ---------------------------------------- | -------- | ------------- | --------- | ------------------------------------------------ |
| mars 2001                                | En cours | Gérard Dubois | DVD       | Retraité - Conseiller général puis départemental |
| Les données manquantes sont à compléter. |          |               |           |                                                  |

## Population et société

### Démographie

#### Évolution démographique
L'évolution du nombre d'habitants est connue à travers les recensements de la population effectués dans la commune depuis 1793. Pour les communes de moins de 10 000 habitants, une enquête de recensement portant sur toute la population est réalisée tous les cinq ans, les populations de référence des années intermédiaires étant quant à elles estimées par interpolation ou extrapolation. Pour la commune, le premier recensement exhaustif entrant dans le cadre du nouveau dispositif a été réalisé en 2004.

En 2022, la commune comptait 251 habitants, en évolution de +2,87 % par rapport à 2016 (Indre-et-Loire : +1,67 %, France hors Mayotte : +2,11 %).
| 1793 | 1800 | 1806 | 1821 | 1831 | 1836 | 1841 | 1846 | 1851 |
| ---- | ---- | ---- | ---- | ---- | ---- | ---- | ---- | ---- |
| 300  | 270  | 250  | 310  | 293  | 322  | 346  | 340  | 324  |

| 1856 | 1861 | 1866 | 1872 | 1876 | 1881 | 1886 | 1891 | 1896 |
| ---- | ---- | ---- | ---- | ---- | ---- | ---- | ---- | ---- |
| 351  | 344  | 334  | 291  | 302  | 299  | 314  | 305  | 302  |

| 1901 | 1906 | 1911 | 1921 | 1926 | 1931 | 1936 | 1946 | 1954 |
| ---- | ---- | ---- | ---- | ---- | ---- | ---- | ---- | ---- |
| 315  | 311  | 307  | 277  | 271  | 303  | 299  | 287  | 294  |

| 1962 | 1968 | 1975 | 1982 | 1990 | 1999 | 2004 | 2006 | 2009 |
| ---- | ---- | ---- | ---- | ---- | ---- | ---- | ---- | ---- |
| 299  | 289  | 276  | 252  | 232  | 227  | 238  | 244  | 229  |

| 2014 | 2019 | 2022 | - | - | - | - | - | - |
| ---- | ---- | ---- | - | - | - | - | - | - |
| 245  | 240  | 251  | - | - | - | - | - | - |

#### Pyramide des âges
La population de la commune est relativement âgée.
En 2018, le taux de personnes d'un âge inférieur à 30 ans s'élève à 29,1 %, soit en dessous de la moyenne départementale (34,9 %). À l'inverse, le taux de personnes d'âge supérieur à 60 ans est de 32,1 % la même année, alors qu'il est de 27,8 % au niveau départemental.
En 2018, la commune comptait 113 hommes pour 128 femmes, soit un taux de 53,11 % de femmes, légèrement supérieur au taux départemental (51,91 %).
Les pyramides des âges de la commune et du département s'établissent comme suit.
| Hommes | Classe d’âge | Femmes |
| ------ | ------------ | ------ |
| 0,0    | 90 ou +      | 2,4    |
| 8,8    | 75-89 ans    | 12,6   |
| 21,2   | 60-74 ans    | 18,9   |
| 28,3   | 45-59 ans    | 22,8   |
| 15,9   | 30-44 ans    | 11,0   |
| 12,4   | 15-29 ans    | 14,2   |
| 13,3   | 0-14 ans     | 18,1   |

| Hommes | Classe d’âge | Femmes |
| ------ | ------------ | ------ |
| 0,9    | 90 ou +      | 2,2    |
| 7,9    | 75-89 ans    | 10,2   |
| 17,3   | 60-74 ans    | 18,1   |
| 19,8   | 45-59 ans    | 19,1   |
| 17,9   | 30-44 ans    | 17,2   |
| 18,5   | 15-29 ans    | 17,5   |
| 17,6   | 0-14 ans     | 15,6   |

### Enseignement
Marcé-sur-Esves se situe dans l'Académie d'Orléans-Tours (Zone B) et dans la circonscription de Chinon.
L'école élémentaire accueille les élèves de la commune.

## Culture locale et patrimoine

### Lieux et monuments
- Château de la Louère

#### La Pierre de Faon
Cette construction est située près de la ferme de la Pierre à proximité de la route de la Celle-Saint-Avant à Sepmes, appelée aussi chemin rural n°7. Il s'agit d'un bloc de maçonnerie d'environ 3 m de côté, seul vestige d'un monument dont le parement, probablement en blocs de grand appareil, a disparu. En 2017, il semble bien moins haut et se trouve caché par des buissons. Il est sans doute à mettre en relation avec l'hypothétique voie romaine de Poitiers à Amboise  par Sepmes. Il est généralement interprété comme une pile romaine du IIe ou IIIe siècle. Ces piles soutenaient des monuments divers comme des statues et ont souvent servi de monuments funéraires. La Pierre de Faon est inscrite au titre des monuments historiques depuis 1938.
On pourrait aussi risquer  fanum (petit temple) comme étymologie de Faon, même si cela ne préjuge pas de la nature du monument.
La commune compte également l'église paroissiale Saint-Martin.